# Karl Dietzel (Politiker, 1928)
Karl Dietzel (* 28. Februar 1928 in Frankenheim/Rhön; † 13. Dezember 1985 in Berlin) war ein deutscher Bildungspolitiker (SED). Er war Stellvertreter des Ministers für Volksbildung der DDR.

## Leben
Dietzel, Sohn eines Peitschenstockmachers, besuchte von 1934 bis 1942 die Volksschule in Frankenheim und erlernte von 1942 bis 1945 den Beruf des Schlossers in Oberschönau. Anschließend arbeitete er im Reichsbahnausbesserungswerk Meiningen.
1946 wurde er Mitglied der SED und studierte an der Pädagogischen Fachschule in Dreißigacker. Von 1946 bis 1951 war er Neulehrer für Geschichte und ab 1947 stellvertretender Direktor der Theo-Neubauer-Oberschule in Meiningen. Von 1951 bis 1956 wirkte er als Kreisschulrat in Meiningen. 1954/1955 war er Vorsitzender des Rates des Kreises Meiningen und Mitglied der SED-Kreisleitung. Zwischen 1955 und 1958 studierte Dietzel an der  Parteihochschule „Karl Marx“. Von November 1958 bis Mai 1961 fungierte er als stellvertretender Vorsitzender des Rates des Bezirks Suhl. Von 1961 bis 1985 war er stellvertretender Minister für Volksbildung der DDR und ab 1971 Mitglied der Jugendkommission beim Politbüro des ZK der SED.
Er ist bestattet in der Gräberanlage für Opfer des Faschismus und Verfolgte des Naziregimes auf dem  Zentralfriedhof Friedrichsfelde in Berlin.

## Auszeichnungen
- Vaterländischer Verdienstorden in Silber (1966)
- Banner der Arbeit Stufe I (1979)